# Nenad Srećković
Nenad Srećković (Servisch: Ненад Срећковић) (Gornji Milanovac, 11 april 1988) is een Servisch voetballer die als middenvelder of aanvaller speelt.
Srećković begon in de jeugd bij Rode Ster Belgrado en voor die club zou hij sinds 2005 tweemaal in het eerste team spelen. Hij werd verhuurd aan OFK Tavankut (2005-2006), FK Rad (2006-2007), FK Napredak Kruševac (2007-2008), FK Srem (2008-2009), FK Mladi Radnik (2010) en wederom Napredak Kruševac (2010-2011) voor hij in de zomer van 2011 aan BV De Graafschap verkocht werd. Na de degradatie van De Graafschap stapte hij na een stage over naar Fredrikstad FK in Noorwegen. Vanaf 2016 speelde Srećković bij FK Radnik met een onderbreking bij NK Krško. In 2019 ging hij in Griekenland voor Enosi Aspropyrgos spelen.
Hij maakte deel uit van de Servische selectie op het Europees kampioenschap voetbal onder 19 - 2007.